# Çona, Osmaniye
Çona là một xã thuộc huyện Osmaniye, tỉnh Osmaniye, Thổ Nhĩ Kỳ. Dân số thời điểm năm 2010 là 1375 người.